# Reformierte Kirche Gebenstorf

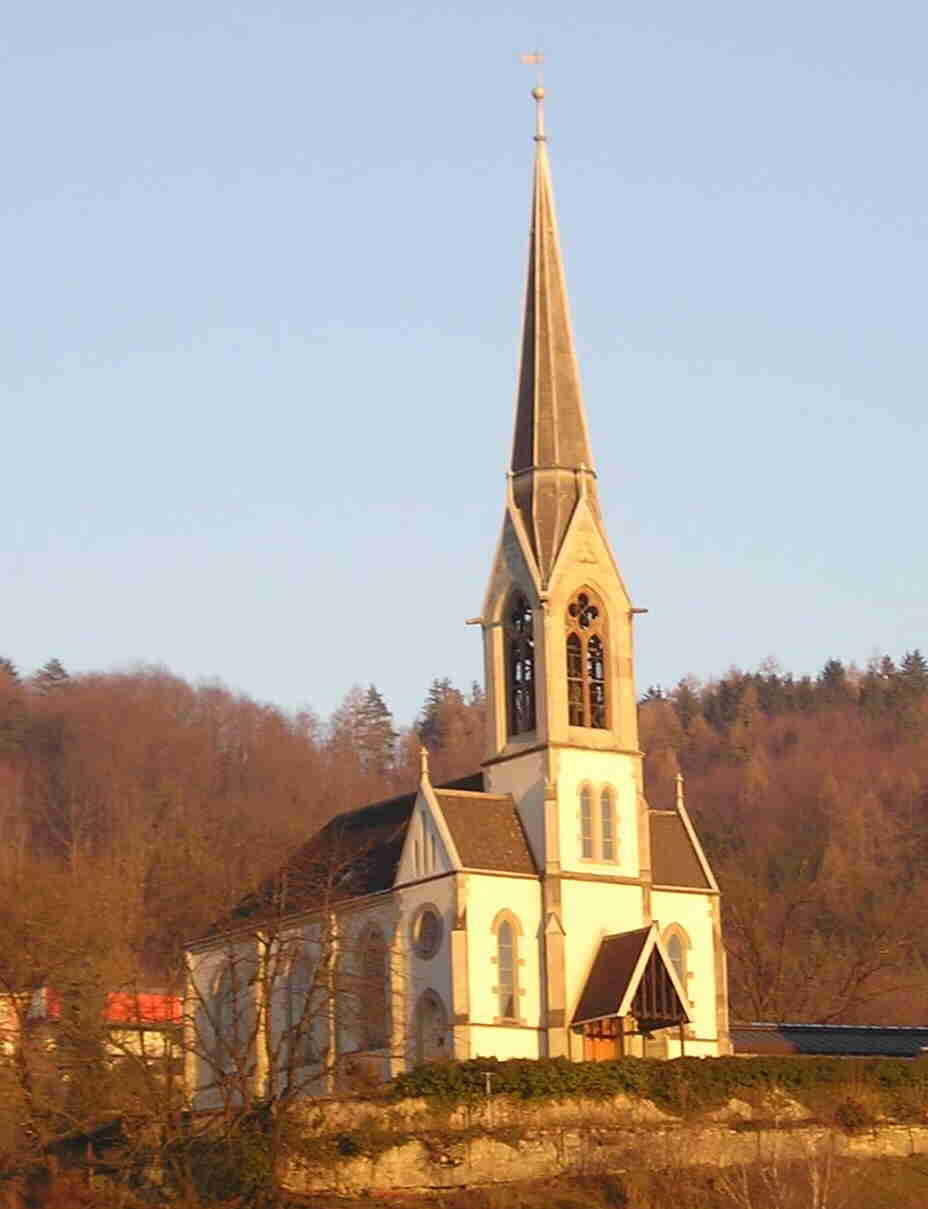
Reformierte Kirche Gebenstorf

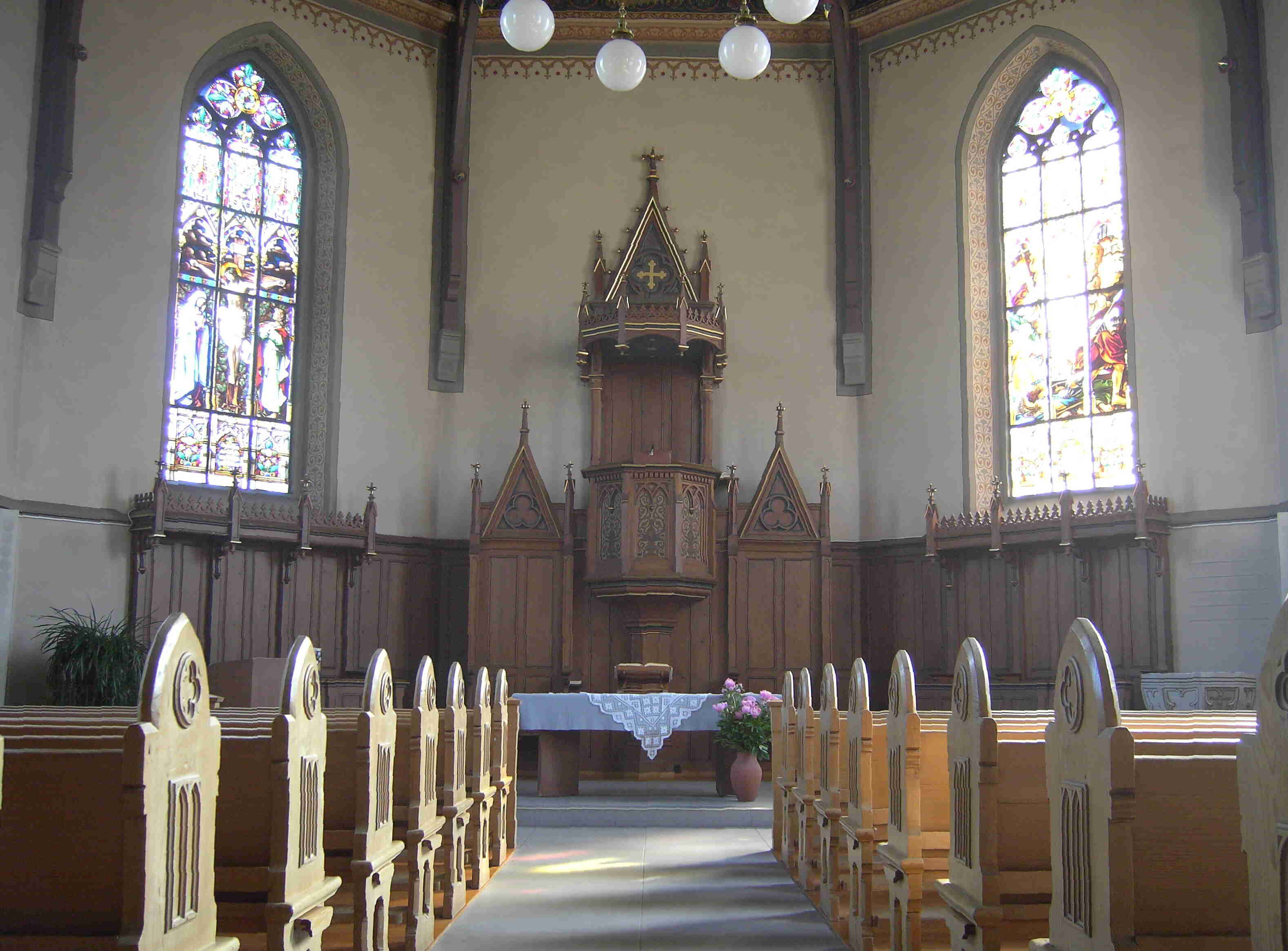
Innenraum

Die reformierte Kirche Gebenstorf ist das evangelisch-reformierte Kirchengebäude in Gebenstorf im Kanton Aargau. Es wurde an der Stelle der ehemaligen paritätischen Kirche von Architekt Paul Reber im neugotischen Stil in Mägenwiler Muschelkalk und Mägenwiler Muschelsandstein erbaut und nach zweijähriger Bauzeit am 29. November 1891 eingeweiht. Die Kirche gehört der reformierten Kirchgemeinde Birmenstorf-Gebenstorf-Turgi.

## Vorgeschichte
Am Standort der heutigen reformierten Kirche stand vorher die paritätisch genutzte Margaretenkirche. Als diese gegen Ende des 19. Jahrhunderts immer baufälliger wurde und die reformierte und die katholische Kirchgemeinde sich nicht über die Kostenaufteilung für eine Renovation einigen konnten, musste die Margaretenkirche im Juni 1889 abgerissen werden.

## Geschichte
Am Kirchengebäude von 1891 fallen besonders die Glasgemälde der beiden Fenster im Chorraum auf. Auf der linken Seite ist – für reformierte Kirchen sehr ungewöhnlich – Christus am Kreuz dargestellt, auf der rechten Seite der Auferstandene.
Ende der 1960er Jahre stand die Kirche schon kurz vor dem Abbruch, wurde dann aber auf Initiative einiger Gemeindeglieder 1968 unter eidgenössischen Schutz gestellt und renoviert. Im Jahre 2018 wurde den Glockenstuhl restauriert und die Fassade ausgebessert.

## Ausstattung
Im Chorraum verfügt die Kirche über ein Chorgestühl. Sie hat vier Glocken, die in der Giesserei Rüetschi in Aarau gegossen wurden und in Des-Dur gestimmt sind. Die erste Orgel von 1902 wurde im Jahre 1980 durch eine zweimanualige Orgel mit 18 Registern von Orgelbau Hauser ersetzt.